# النيد (أفلح الشام)

تعديل مصدري - تعديل

النيد هي إحدى قرى عزلة بني الحارث بمديرية أفلح الشام التابعة لمحافظة حجة، بلغ تعداد سكانها 242 نسمة حسب تعداد اليمن لعام 2004.